# 1,4-二环己基苯
1,4-二环己基苯是一种有机化合物，化学式为C18H26。它可由环己基溴化镁和1,4-二氯苯在1,3-二(二苯基膦基)丙烷二氯化镍催化下于乙醚中得到。它和氯磺酸在三氯甲烷中反应，可以得到2,5-二环己基苯磺酰氯。